# Lourdes Teodoro
Maria de Lourdes Teodoro (Formosa, 4 de junho de 1946) é uma acadêmica afro-brasileira, escritora, poeta, psicanalista e crítica literária brasileira que estuda os efeitos da colonização na identidade.

## Biografia
Maria de Lourdes Teodoro nasceu em 4 de junho de 1946 em Formosa, Goiás, Brasil. Em 1958, com a fundação de Brasília, sua família se mudou para lá, onde completou seus estudos secundários. Em sua juventude, começou a publicar poemas em jornais, incluindo Correio Braziliense, e com um grupo de estudantes publicou Antologia de Alunos Escritores do Elefante Branco em 1966.
Após se graduar na Universidade de Brasília em Literatura, começou a lecionar Francês e Literatura no Centro Universitário de Brasília. Em 1980, Lourdes Teodoro começou a trabalhar em seu doutorado na Universidade de Paris III: Sorbonne Nouvelle em Literatura comparada, doutorando-se em 1984 com a dissertação intitulada Identités antillaise et brésilienne à travers les oeuvres d'Aimé Césaire et de Mario de Andrade. O trabalho, como muitos de seus escritos, avalia os efeitos da escravidão e racismo para afro-brasileiros.

## Trajetória Profissional
Doutora em Literatura Comparada pela Universidade de Paris III, com uma tese que relaciona a obra de Mário de Andrade à de Aimé Césaire, fez seu pós-doutorado em Arte e Psicanálise, na Universidade de Harvard.
Foi pesquisadora do Instituto de Pesquisas e Estudos Afro-brasileiras (IPEAFRO). Atuou em seminários em Angola e no Senegal. Participou da assembleia que fundou o Instituto dos Povos Negros, em 1991, no Burkina Faso, voltando depois para o Brasil. No Instituto de Estudos e pesquisas Afro-brasileiro, Unidade Complementar da PUC-Pontifícia Universidade Católica de São Paulo, coordenou, o curso de "Conscientização da Cultura Afro-brasileira" criado por Abdias do Nascimento e do qual participou Lélia Gonzalez entre outros grandes intelectuais Afro-brasileiros(as). Participou da fundação do Congresso Nacional Afro-Brasileiro, criado pelo poeta Eduardo de Oliveira. 1995.

## Principais obras

### Poesia
- Água-Marinha, Ou Tempo Sem Palavra - Edição da Autora, 1978
- Canções do Mais Belo Pecado e Poemas Antigos - Brasília, 1996
- Flores de Goiás - Ed. da Autora, 1994
- Paysage en attente - Ed. da Autora, 1995
- Poemas Antigos - Ed. da autora, 1996

### Não ficção
- Ensino das Artes na Universidade-Textos fundantes (Organizadora). Curitiba, Appris, 2018. 329p.
- Identidades Culturais e Negritude Antilhana - Pratica Em Literatura Comparada. São Paulo: Scortecci, 2015. 87p.
- Identidade Cultural E Diversidade Étnica - Negritude Africano-Antilhana E Modernismo Brasileiro, São Paulo : Scortecci, 2015. 406p.
- Fricote: swing. Brasília: Thesaurus, 1986. (ensaio)
- Modernisme brésilien et négritude antillaise: Mario de Andrade et Aimé Césaire - Paris, Éditions L´Harmattan, 1999

### Ensaios
- "Got To Speak": Rosa Parks And Obama's Language. In: The Obama Phenomenon Change We Can! Essays And Poetry By Black Critics & Creative Artists, Edited By Femi Ojo-Ade. Trenton, NJ- Asmara, Eritrea, 2011 (P.123-145).
- "A Intensidade do Branco no Espectro Cromático: Ensaio Sobre Relações Raciais no Brasil", Universidade e sociedade / Sindicato nacional dos Docentes das Instituições de Ensino Superior, Vol.1, no.1 (fev.1991) Brasília(DF) 1991. (P.113-124)
- La Tragédie du Roi Christophe, une utopie mal éclose. In: Images et mythes d´Haïti. Org. Daniel-Henri Pageaux - Paris, Editions L´Harmattan, 1984
- Elementos básicos das políticas de combate ao racismo brasileiro. In Estratégias e políticas de combate à discriminação racial. Munanga, Kabengele (org.) - São Paulo, Estação da Ciência – Edusp, 1996